# Sassari Torres 1903 2006-2007
Questa voce raccoglie le informazioni riguardanti la Sassari Torres 1903 nelle competizioni ufficiali della stagione 2005-2006.

## Rosa
| N. |                   | Ruolo | Calciatore            |
| -- | ----------------- | ----- | --------------------- |
|    | Italia (bandiera) | D     | Giovanni Caterino     |
|    | Italia (bandiera) | C     | Alessandro Cherchi    |
|    | Italia (bandiera) | C     | Alessandro Cibocchi   |
|    | Italia (bandiera) | D     | Pasquale D'Aniello    |
|    | Italia (bandiera) | P     | Simone Deliperi       |
|    | Italia (bandiera) | C     | Giovanni Delle Vedove |
|    | Italia (bandiera) | A     | Mario Di Felice       |
|    | Italia (bandiera) | C     | Alessandro Frau       |
|    | Italia (bandiera) | C     | Filippo Furiani       |
|    | Italia (bandiera) | D     | Marcello Gazzola      |
|    | Italia (bandiera) | A     | Domenico Germinale    |
|    | Italia (bandiera) | D     | Filippo Giusino       |
|    | Italia (bandiera) | A     | Saverio Guariniello   |
|    | Italia (bandiera) | D     | Raffaele Imparato     |

| N. |                   | Ruolo | Calciatore             |
| -- | ----------------- | ----- | ---------------------- |
|    | Italia (bandiera) | D     | Iacopo La Rocca        |
|    | Italia (bandiera) | P     | Stefano Layeni         |
|    | Italia (bandiera) | C     | Roberto Magnani        |
|    | Italia (bandiera) | A     | Denis Mair             |
|    | Italia (bandiera) | C     | Salvatore Marra        |
|    | Italia (bandiera) | D     | Salvatore Monaco       |
|    | Italia (bandiera) | C     | Simone Mura            |
|    | Italia (bandiera) | A     | Pierpaolo Nodari       |
|    | Italia (bandiera) | C     | Gavino Olmetto         |
|    | Italia (bandiera) | C     | Andrea Ottonello       |
|    | Italia (bandiera) | C     | Sebastiano Pinna       |
|    | Italia (bandiera) | D     | Pierluigi Porcu        |
|    | Italia (bandiera) | P     | Enrico Rossi Chauvenet |
|    | Italia (bandiera) | C     | Simone Sannibale       |